# Shih tzu
Shih tzu är en hundras från Tibet. Den är en dvärghund och sällskapshund som räknas till tempelhundarna vars moderna avel grundats i Storbritannien. I en undersökning 2012/2013 rankades shih tzu som en av världens tjugo populäraste hundraser.

## Historia
Det är inte helt klarlagt vad namnet shih tzu syftar på. Den mest närliggande tolkningen är att det kommer av kinesiskans shizi gou, lejonhund. Det kan även syfta på en förening av det tibetanska och kinesiska. I Tibet skall de ha kallats dödsdrakehundar som enligt myten härstammat från "den glömda dalen".
I Tibet var shih tzu en helig hund och tjänade likt övriga tempelhundar som skydd mot onda andar både i hemmen och i klostren. Sedan åtminstone Qingdynastins maktövertagande i Kina 1644 har shih tzu tjänat som gåva från Dalai lama till Kinas kejserliga familj som hade egen uppfödning. När änkekejsarinnan Cixi dog 1908 togs uppfödningen över av hennes eunucker. 1934 bildades en kennelklubb i Peking som året därpå gav ut en rasbeskrivning med titeln "The Lhassa Lion Dog (Shih Tzu)".
Alla nu levande shih tzu i västerlandet härstammar från 11 importer till Storbritannien och Norge. Den första brittiska importen ägde rum 1931 och den första norska 1933. 1934 fick shih tzu en egen brittisk standard under namnet Tibetan Lion Dog. 1940 erkändes den som självständig ras åtskild från lhasa apso. Under början av 1950-talet korsades pekingese in. En nyligen gjord DNA-analys bekräftar att det här en av de äldsta hundraserna.

## Egenskaper
Shih tzun är en alert och livlig hund, morsk men älskvärd. Den är en aristokratisk liten silkeslen hund som är självständig och stolt.
Med sin ägare är den lekfull och trofast och en behaglig och trevlig sällskapshund. Den är vänlig, glad men reserverad, stundom misstänksam. Shih tzu har också en benägenhet att kunna härma manér både hos människor och andra djur. Den mår bra av mänsklig närhet, att få regelbundna promenader, att aktiveras mentalt, att ha en upphöjd plats med utsikt över sina domäner.
En lärare och kompositör vid namn James E. Mumford från USA gav en levande beskrivning av rasen i en amerikansk shih tzu-publikation vilken tydligt målar en bild av den mångsidiga karaktären hos en shih tzu: "Ett stänk av lejon, flera teskedar kanin, några gram av huskatt, en bit hovnarr, ett stänk av ballerina, ett uns av en gammal gubbe (kinesisk), en del tiggare, en tesked av apa, en del sälunge, ett stänk av teddybjörn och resten hundar av tibetansk och kinesiskt ursprung."
Shih tzun anses vara en av flera hundraser som klassas som hypoallergisk (dvs inte framkallar allergier) för att pälsen växer och blir längre utan att fälla.

## Utseende
Shih tzu påminner om lhasa apso men nospartiet är kortare, och även om rasen är något högre är benen faktiskt kortare. Mankhöjden får inte överstiga 27 cm. Idealvikten är ca 4,5-7,3 kg. Lång och tät men inte lockig päls, som kräver omfattande och daglig omsorg. Alla färger tillåtna, hos flerfärgade hundar är vit bläs och vit svansspets mycket önskvärda.
Shih tzu är en liten robust hund; stark, spänstig och mycket rörlig. Den har ett speciellt och uttrycksfullt ansikte. Den skall ha stabil, rektangulär kropp, med kraftig benstomme och utvecklad muskulatur. Bred, djup bröstkorg. Mycket självmedveten hållning. Halsen skall vara tillräckligt lång för att bära huvudet stolt. Korta, raka, parallella ben med god benstomme. Rak rygg och högt ansatt svans, glatt buren i en båge över ryggen och rikligt hårbeklädd.
Shih tzun har ett brett, fyrkantigt huvud.  Ögonen skall vara runda, stora, mörka och så brett placerade att nostryffelns övre kant ligger i linje med ögonens nedre kant. Kort, fyrkantig nos. Huvudet har långt hår som faller ner över ögonen, välutvecklad mustasch och rikligt kindskägg. Stora, långa, rikligt hårbeklädda öron, som bärs hängande. Tångbett eller obetydligt underbett.